# Oyten
Oyten er en kommune i den nordlige del af Landkreis Verden, sydøst for Bremen, i den tyske delstat Niedersachsen.

## Geografi
Kommunen Oyten på Achimer-Oyter-Geestryggen, nord for floden Weser og med Wümme løbende langs nordgrænsen af kommunen.
Den ligger ca. 60 km fra Nordsøen og via Bundesautobahn 27 ca. 76 km. fra Bremerhaven.

### Inddeling
I kommunen ligger byerne og landsbyerne:
- Bassen (3.277 indbyggere)
- Bockhorst (1.026 indbyggere)
- Meyerdamm (506 indbyggere)
- Oyten-Nord (2.436 indbyggere)
- Oyten-Süd (5.734 indbyggere)
- Oyterdamm (245 indbyggere)
- Sagehorn (1.734 indbyggere)
- Schaphusen (534 indbyggere)

(indbyggere pr. 31. december 2011)

### Nabokommuner
Oyten grænser mod vest til Bremen , til Flecken Ottersberg mod nord og øst, og byen Achim mod syd
Afstand til:
- Ottersberg 10 km (NO),
- Achim 7 km (S),
- Verden 25 km (SO),
- Bremen 20 km (W).